# Crossfield
Crossfield är en ort i Kanada.   Den ligger i provinsen Alberta, i den centrala delen av landet, 2 900 km väster om huvudstaden Ottawa. Crossfield ligger 1 117 meter över havet och antalet invånare är 2 512.
Terrängen runt Crossfield är platt. Närmaste större samhälle är Airdrie, 14,8 km söder om Crossfield.
Trakten runt Crossfield består till största delen av jordbruksmark. Runt Crossfield är det mycket glesbefolkat, med 7 invånare per kvadratkilometer.